# グオル・マリアル
グオル・マリアル（Guor Marial、1984年4月15日 - ）は、陸上選手。民族はディンカ族で、出身地はスーダン（現在は南スーダン領）ユニティ州パンリエン郡である。
第二次スーダン内戦中の難民キャンプから脱走した。紛争中に彼の親族は28人が命を落としており、20年ほど彼は親族と会っていない。
2001年頃にアメリカに渡り、難民として永住権を獲得した。2011年10月のマラソンで2時間14分32秒の五輪参加標準記録を突破した。アイオワ州上院議員らの支援により、無国籍の彼は、IOCより、独立参加選手団としてロンドンオリンピック出場権が認められた。当初はアメリカ代表で参加する予定だったが、無国籍という理由で叶わず、逆にIOCからスーダン代表として参加するよう打診された。しかし、第2次スーダン内戦で親族を殺された経緯からスーダンでの出場を拒否している。
ロンドンオリンピックのマラソンでは47位となった。
後に、南スーダンオリンピック委員会が設立・加盟されたことにより、南スーダン選手団から2016年リオデジャネイロオリンピックに出場することとなった。開会式では旗手を務めた。